# Янбек, Рамиль
Рамиль Янбек (наст. имя — Рамиль Ахметович Янбеков; баш. Рәмил Йәнбәк; 10 августа 1952 года — 11 января 2017 года) — башкирский поэт, публицист, общественный деятель. 

## Биография
Родился в деревне Даут-Каюпово Юмагузинского района Башкирской АССР, ныне Кугарчинского района Республики Башкортостан. Отец — Ахмет Махмутович, мать — Зайнаб Исмагиловна. Брат — В.А. Янбеков.
Трудовую деятельность начал в 1974 года в качестве корреспондента газеты «Башкортостан пионеры» (ныне «Йэншишмэ»). В 1975 году окончил филологический факультет Башкирского государственного университета (ныне Уфимский университет науки и технологий). В 1977 году был назначен заведующим отдела, в 1980 году — ответственным секретарём газеты «Башкортостан пионеры». А в 1986 году утверждён главным редактором этой газеты.
В 1992 году был назначен заведующим редактора, а затем — главным редактором издательства «Китап». В 1993—1994 гг. являлся первым секретарём правления Союза писателей Республики Башкортостан. В августе 1994 года становится директором издательства «Китап».
С января 1996 года работал заместителем главного редактора журнала «Ватандаш», а с ноября того же года — журнала «Тамаша».
В 1998 году был назначен заместителем главного редактора журнала «Агидель».
Заслуженный работник культуры Республики Башкортостан (2002). Член Союза журналистов (1979), член Союза писателей (1993).

### Творческая деятельность
В 1990 году вышел первый стихотворный сборник Рамиля Янбека под названием «Долгая весна». В поэтические сборники «Билдәһеҙ һағыш» (1992; «Тоска»), «Тик һиңә табынам» (1994; «Преклоняюсь пред тобой») включены стихотворения поэта о любви. В сборниках «Бөркөт саңҡыуы» (2002; «Клёкот беркута») и «Аҡ ялан» (2007; «Светлая поляна») в основе произведений лежат философские размышления о судьбе Родины и народа, жизни и смерти и др.
Композиторами А. Р. Гайсиным, С. А. Низаметдиновым, Р. Р. Сагитовым и другими были написаны песни на стихи Рамиля Янбека.

## Награды и звания
- Заслуженный работник культуры Республики Башкортостан (2002);
- Лауреат премии имени Ш. Худайбердина (2002);
- Лауреат премии имени З. Биишевой (2006).

## Произведения
- Тоска: Стихи. — Уфа: Китап, 1992. — 80 с. (баш.)
- Преклоняюсь пред тобой. Стихи: Китап, 1994. — 128 с. (баш.)
- Цветы во сне: Стихи — Уфа: Китап, 1996. — 120 с.
- Клекот беркута: Стихи, поэма. — Уфа: Китап, 2002. — 240 с. (баш.)
- Светлая поляна: Стихи, поэмы. — Уфа: Китап, 2007. — 360 с. (баш.)
- Родная моя деревня (Дают-Каюп). — 2007. — 72 с.